# Eremioscelio
Eremioscelio is een geslacht van vliesvleugelige insecten van de familie Scelionidae.

## Soorten
- E. bernardi (Maneval, 1940)
- E. cultratus Kozlov, 1971
- E. cydnoides Priesner, 1951
- E. kaszabi Mineo, 1979
- E. tauricus Kozlov & Kononova, 1990
- E. ukrainica Kozlov & Kononova, 1990